# Giuseppe Sorcinelli
Giuseppe Sorcinelli (Fano, 12 gennaio 1971) è un ex pallavolista italiano.
Ha militato nel massimo campionato nazionale, la Serie A1, per un decennio, ritirandosi alla fine della stagione 2006-2007.

## Carriera
Giuseppe inizia la sua carriera a soli 12 anni, nelle giovanili della Virtus Volley Fano, la squadra della sua città. Dal 1987, chiamato in prima squadra, conquista la promozione ogni anno, passando quindi dalla Serie C1 alla B1. Dopo un anno di pausa torna a giocare, sempre nelle file del Volley Fano, ma questa volta nella seconda divisione nazionale, la Serie A2.
Dopo sei anni, nel 1997, si trasferisce a Ferrara, ed esordisce in Serie A1, campionato nel quale disputerà tutte le restanti stagioni della sua carriera. Negli anni successivi militò nelle principali compagini del campionato: Macerata, Parma e Cuneo. Con la squadra piemontese vince, nel 1999, l'unico trofeo della sua carriera sportiva, la Supercoppa italiana.
Dal 2002 al 2005 è il libero titolare della Trentino Volley. Termina la propria carriera nel 2007, dopo due anni a Verona.

## Palmarès
- 1 Supercoppa italiana: 1999